# Campeonato de España de Clubes de Baloncesto Cadete Femenino
El Campeonato de España de Clubes de Baloncesto Cadete Femenino es una competición nacional organizada por la Federación Española de Baloncesto (FEB) que reúne a los mejores equipos femeninos de categoría cadete (sub-16) de toda España. La primera edición se disputó en 1986, y desde entonces se celebra anualmente, siendo una de las principales competiciones del baloncesto de formación femenino en el país.

## Formato de competición
El Campeonato de España de Clubes Cadete Femenino reúne a equipos formados por jugadoras menores de 16 años (categoría cadete), pertenecientes a clubes de toda España.
El torneo se disputa en una sede única y se organiza en varias fases:
- Fase de grupos: Los 32 equipos se dividen en 8 grupos (A a H) de 4 equipos cada uno. Se disputa una liguilla a una vuelta. Se clasifican los dos primeros equipos de cada grupo (16 en total).
- Fase final: Se estructura en eliminatorias directas: octavos de final, cuartos de final, semifinales y final.

También se disputan partidos para determinar las posiciones finales del campeonato: el partido por el 3.º y 4.º puesto, así como los encuentros por el 5.º al 8.º lugar.

## Equipos participantes
Disputan el campeonato un total de 32 equipos, clasificados según los siguientes criterios establecidos por la Federación Española de Baloncesto (FEB):
- Los 19 equipos campeones de cada una de las federaciones autonómicas.
- Los 8 equipos subcampeones de las federaciones con mayor número de licencias en la categoría cadete femenino (según datos de la temporada anterior).
- El representante de la federación sede del campeonato.
- Los 4 equipos adicionales de aquellas federaciones cuyos clubes alcanzaron los cuatro primeros puestos en la edición anterior del campeonato.

Cada federación puede clasificar un máximo de 3 equipos. En caso de que algún criterio supere este límite, la plaza se reasigna a la siguiente federación o equipo según lo estipulado por la FEB.
Las vacantes por renuncia se cubren siguiendo un orden determinado por número de licencias y resultados del año anterior.

## Historial
| Ed.     | Año  | Sede                      | Resultado | Oro              | Plata              | Bronce           | MVP                |
| ------- | ---- | ------------------------- | --------- | ---------------- | ------------------ | ---------------- | ------------------ |
| I       | 1986 | Jerez de la Frontera      | [ 2 ]     | Real Canoe       | Sant Francesc      | Colegio Cabrini  |                    |
| II      | 1987 | Porriño                   |           | Real Canoe       | H. Británico       | Sgdo Corazón     |                    |
| III     | 1988 | Alicante                  |           | CB Torelló       | Stadium Casablanca | Real Canoe       |                    |
| IV      | 1989 | Badalona                  |           | Real Canoe       | Universitari       | CB Torelló       |                    |
| V       | 1990 | Montilla                  | 56–50     | Islas Canarias   | Real Canoe         | Amor de Dios     |                    |
| VI      | 1991 | Manresa                   |           | Islas Canarias   | Zaragoza ADB       | Juvens S. Teresa |                    |
| VII     | 1992 | Tenerife                  |           | Islas Canarias   | CB Cádiz           | AEJ Riera        |                    |
| VIII    | 1993 | Málaga                    |           | Mataró           | Kaixo              | AEJ Riera        |                    |
| IX      | 1994 | Gipuzkoa                  |           | Universitari     | Islas Canarias     | Zaragoza ADB     |                    |
| X       | 1995 | Málaga                    |           | Islas Canarias   | Universitari       | Plasencia        |                    |
| XI      | 1996 | Málaga                    |           | Islas Canarias   | AEJ Riera          | Universitari     |                    |
| XII     | 1997 | Murcia                    |           | Estudiantes      | AEJ Riera          | Joventut         |                    |
| XIII    | 1998 | Mallorca                  | [ 4 ]     | Islas Canarias   | CN Sevilla         | Real Canoe       |                    |
| XIV     | 1999 | Castilla y León           |           | Universitari     | Helios             | Ponce Valladolid |                    |
| XV      | 2000 | Murcia                    |           | AS Fruitós       | Alpinsa            | Helios           |                    |
| XVI     | 2001 | Aragón                    |           | Lima Horta       | Universitari       | Islas Canarias   |                    |
| XVII    | 2002 | Tenerife                  |           | Ros Casares      | Unicaja            | CB Cornellà      |                    |
| XVIII   | 2003 | Toledo                    |           | Universitari     | Lima Horta         | Islas Canarias   |                    |
| XIX     | 2004 | San Fernando              |           | Uni Tenerife     | Mataró             | P. Avenida       |                    |
| XX      | 2005 | Madrid                    |           | Ponce Valladolid | Uni Tenerife       | CESET            |                    |
| XXI     | 2006 | Barakaldo                 | [ 5 ]     | Islas Canarias   | Ros Casares        | Universitari     |                    |
| XXII    | 2007 | Sabiñánigo                | 98–74     | Islas Canarias   | CB Majadahonda     | Bera Bera        |                    |
| XXIII   | 2008 | Benasque                  | 76–64     | Mataró           | Islas Canarias     | Real Canoe       | Mariona Ortiz      |
| XXIV    | 2009 | Lanzarote                 | 80–50     | Islas Canarias   | CBF Sarrià         | CD Promete       | Astou Ndour        |
| XXV     | 2010 | Agüimes                   | 109–76    | Islas Canarias   | CBF Sarrià         | Estudiantes      | Astou Ndour        |
| XXVI    | 2011 | Zaragoza                  | 83–49     | Islas Canarias   | P. Avenida         | Mataró           | Leticia Romero     |
| XXVII   | 2012 | Barbastro/Monzón          | 64–53     | Islas Canarias   | Basket Almeda      | Sant Adrià       | Ndeye Thiama       |
| XXVIII  | 2013 | Guadalajara               | 91–66     | Islas Canarias   | Rivas Ecópolis     | Ros Casares      | Iris Junio         |
| XXIX    | 2014 | Tenerife                  | 87–26     | Islas Canarias   | Iraugi             | Sant Adrià       |                    |
| XXX     | 2015 | León                      | 55–52     | Sant Adrià       | Ponce Valladolid   | CB Agustinos     | Mame Touré         |
| XXXI    | 2016 | Zaragoza                  | 54–38     | Islas Canarias   | Basket Almeda      | Sant Adrià       | Raquel Carrera     |
| XXXII   | 2017 | Huelva                    | 68–45     | Sant Adrià       | Stadium Casablanca | Estudiantes      | Helena Pueyo       |
| XXXIII  | 2018 | Huelva                    | 59–39     | Sant Adrià       | Basket Almeda      | Ointxe Araski    | Sika Koné          |
| XXXIV   | 2019 | Valencia                  | 60–50     | Femení Maresme   | Sant Adrià         | Valencia Basket  | Sokhna Adji        |
| XXXV    | 2021 | Lérida                    | 69–57     | Valencia Basket  | Unicaja            | Femení Maresme   | Awa Fam            |
| XXXVI   | 2022 | Lérida                    | 60–45     | Valencia Basket  | Islas Canarias     | Unicaja          | Awa Fam            |
| XXXVII  | 2023 | Guadalajara               | 71–57     | Islas Canarias   | CB Zaragoza        | Unicaja          | Lala Touré         |
| XXXVIII | 2024 | Santiago de Compostela    | 74–59     | Islas Canarias   | Unicaja            | CB Zaragoza      | Lala Touré         |
| XXXIX   | 2025 | La Línea de la Concepción | 72–49     | Valencia Basket  | Barça CBS          | Gran Canaria     | Trinity Ezeanatogu |

## Palmarés por clubes
| Club               | Oro | Plata | Bronce | Años campeonato                                                                                      |
| ------------------ | --- | ----- | ------ | --- |
| Islas Canarias     | 17  | 3     | 2      | 1990, 1991, 1992, 1995, 1996, 1998, 2006, 2007, 2009, 2010, 2011, 2012, 2013, 2014, 2016, 2023, 2024 |
| Universitari       | 3   | 3     | 2      | 1994, 1999, 2003                                                                                     |
| Real Canoe         | 3   | 1     | 3      | 1986, 1987, 1989                                                                                     |
| Sant Adrià         | 3   | 1     | 3      | 2015, 2017, 2018                                                                                     |
| Valencia Basket    | 3   | 0     | 1      | 2021, 2022, 2025                                                                                     |
| Mataró             | 2   | 1     | 1      | 1993, 2008                                                                                           |
| Ponce Valladolid   | 1   | 1     | 1      | 2005                                                                                                 |
| Ros Casares        | 1   | 1     | 1      | 2002                                                                                                 |
| Lima Horta         | 1   | 1     | 0      | 2001                                                                                                 |
| Uni Tenerife       | 1   | 1     | 0      | 2004                                                                                                 |
| Estudiantes        | 1   | 0     | 2      | 1997                                                                                                 |
| CB Torelló         | 1   | 0     | 1      | 1988                                                                                                 |
| Femení Maresme     | 1   | 0     | 1      | 2019                                                                                                 |
| AS Fruitós         | 1   | 0     | 0      | 2000                                                                                                 |
| Unicaja            | 0   | 3     | 2      | – |
| Basket Almeda      | 0   | 3     | 0      | – |
| Stadium Casablanca | 0   | 2     | 0      | – |
| AEJ Riera          | 0   | 2     | 2      | – |
| CBF Sarrià         | 0   | 2     | 0      | – |
| Zaragoza ADB       | 0   | 1     | 1      | – |
| Helios             | 0   | 1     | 1      | – |
| P. Avenida         | 0   | 1     | 1      | – |
| CB Zaragoza        | 0   | 1     | 1      | – |
| Sant Francesc      | 0   | 1     | 0      | – |
| H. Británico       | 0   | 1     | 0      | – |
| CB Cádiz           | 0   | 1     | 0      | – |
| Kaixo              | 0   | 1     | 0      | – |
| CN Sevilla         | 0   | 1     | 0      | – |
| Alpinsa            | 0   | 1     | 0      | – |
| CB Majadahonda     | 0   | 1     | 0      | – |
| Rivas Ecópolis     | 0   | 1     | 0      | – |
| Iraugi             | 0   | 1     | 0      | – |
| Barça CBS          | 0   | 1     | 0      | – |
| Colegio Cabrini    | 0   | 0     | 1      | – |
| Sgdo Corazón       | 0   | 0     | 1      | – |
| Amor de Dios       | 0   | 0     | 1      | – |
| Juvens S. Teresa   | 0   | 0     | 1      | – |
| Plasencia          | 0   | 0     | 1      | – |
| Joventut           | 0   | 0     | 1      | – |
| CB Cornellà        | 0   | 0     | 1      | – |
| CESET              | 0   | 0     | 1      | – |
| Bera Bera          | 0   | 0     | 1      | – |
| CD Promete         | 0   | 0     | 1      | – |
| CB Agustinos       | 0   | 0     | 1      | – |
| Ointxe Araski      | 0   | 0     | 1      | – |
| Gran Canaria       | 0   | 0     | 1      | – |